# أطيش شمالي

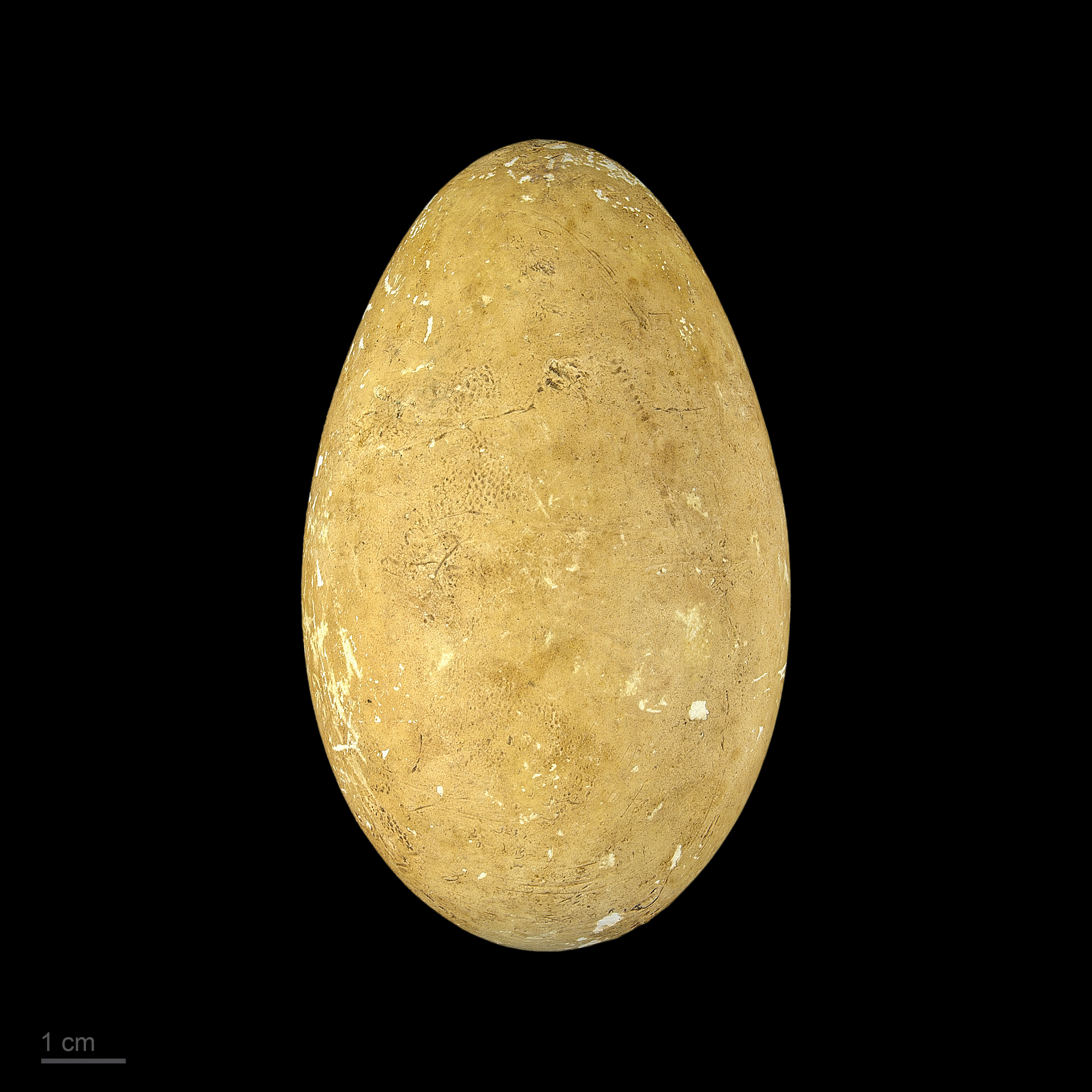
Morus bassanus

الأطيش الشمالي (Morus bassanus) هو نوع من الطيور البحرية التي تنتمي لأسرة الأطيش، وهو غطاس ممتاز ويتغذى على الأسماك الصغيرة ورأسيات الأرجل، وهو يعيش فقط في شمال المحيط الأطلسي. وهو أكبر الطيور البحرية في أوروبا.

## الوصف

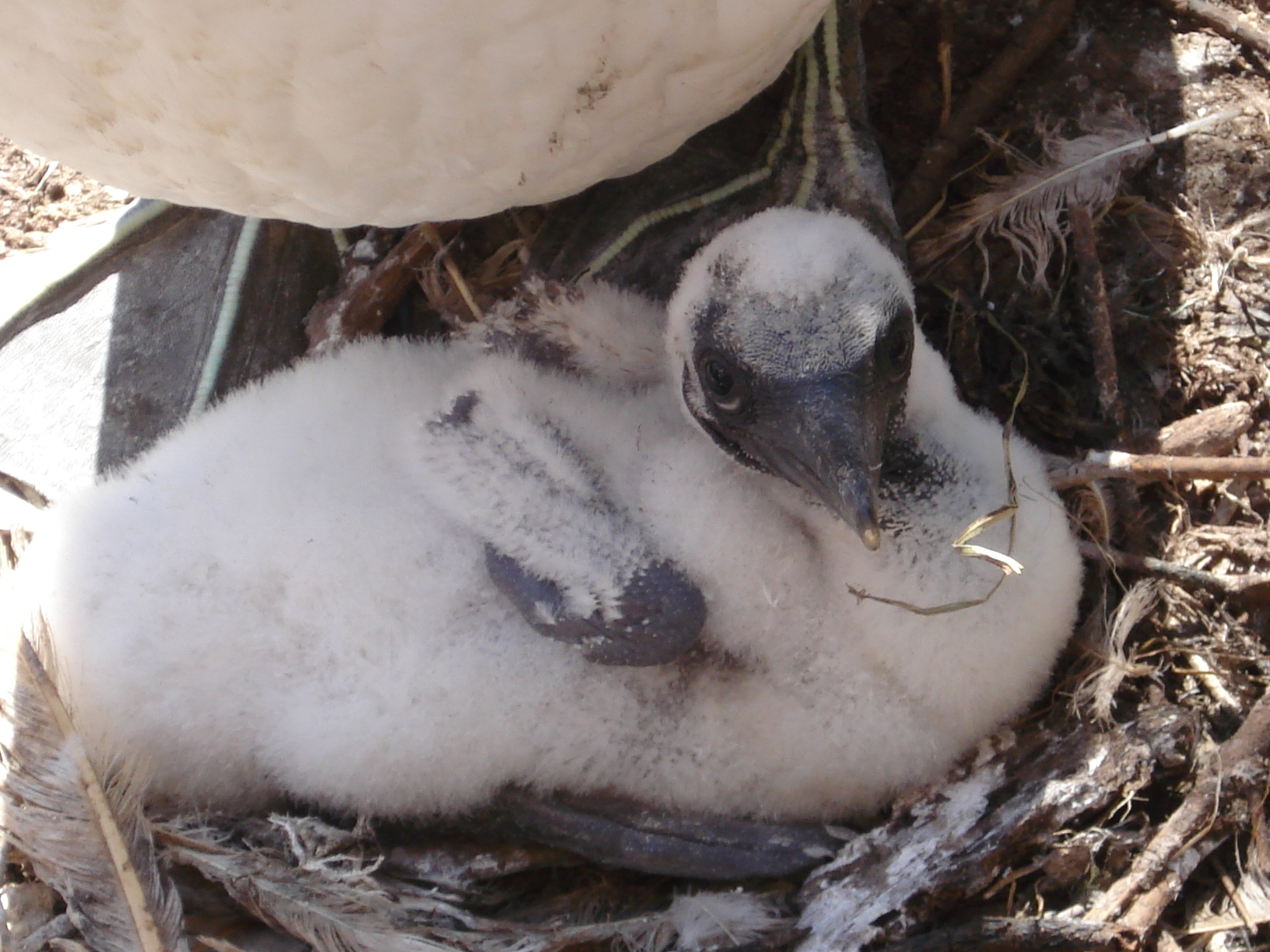
صغير الأطيش الشمالي

- الأطيش الشمالي من الطيور الجميلة فهي بيضاء اللون مشرقة والرقبة أصفر باهت وتحيط عيناها جلد أزرق رمادي يمتد عليه قناع أسود حول العينين، ولها منقار على شكل خنجر.قدميه مكفف قصيرة هي بنية باهتة بها أطراف مخضرة. الذيل هو رقيق نوعا ما، وينتهي في نقطة.
- يصل طول البالغين بين(85 و90 سم) وطول الجناح من 165 حتي 180 سم وتزن ما بين 2،8 و3،2 كيلوغرام. وهو أكبر الطيور البحرية في أوروبا.
- الذكور والإناث على حد سواء نظرة، لا يوجد ازدواج الشكل الجنسي.الصغار لها لون بني في السنة الأولى ثم تظهر تدريجيا المزيد والمزيد من الريش الواضح على الرأس أولا ثم الظهر والمعدة، وجزءا الجناح بين الرسغ والجسم وهي مرحلة البلوغ بعد خمس سنوات.

## السلوك

### سلوك الطيران
- في الرياح المعتدلة، الأطيش الشمالي يؤدي رحلة دقيقة قوية وثابتة، ولكن عند وصول الرياح القوية، فإنه يرتفع وينساب في الهواء.

### الغذاء

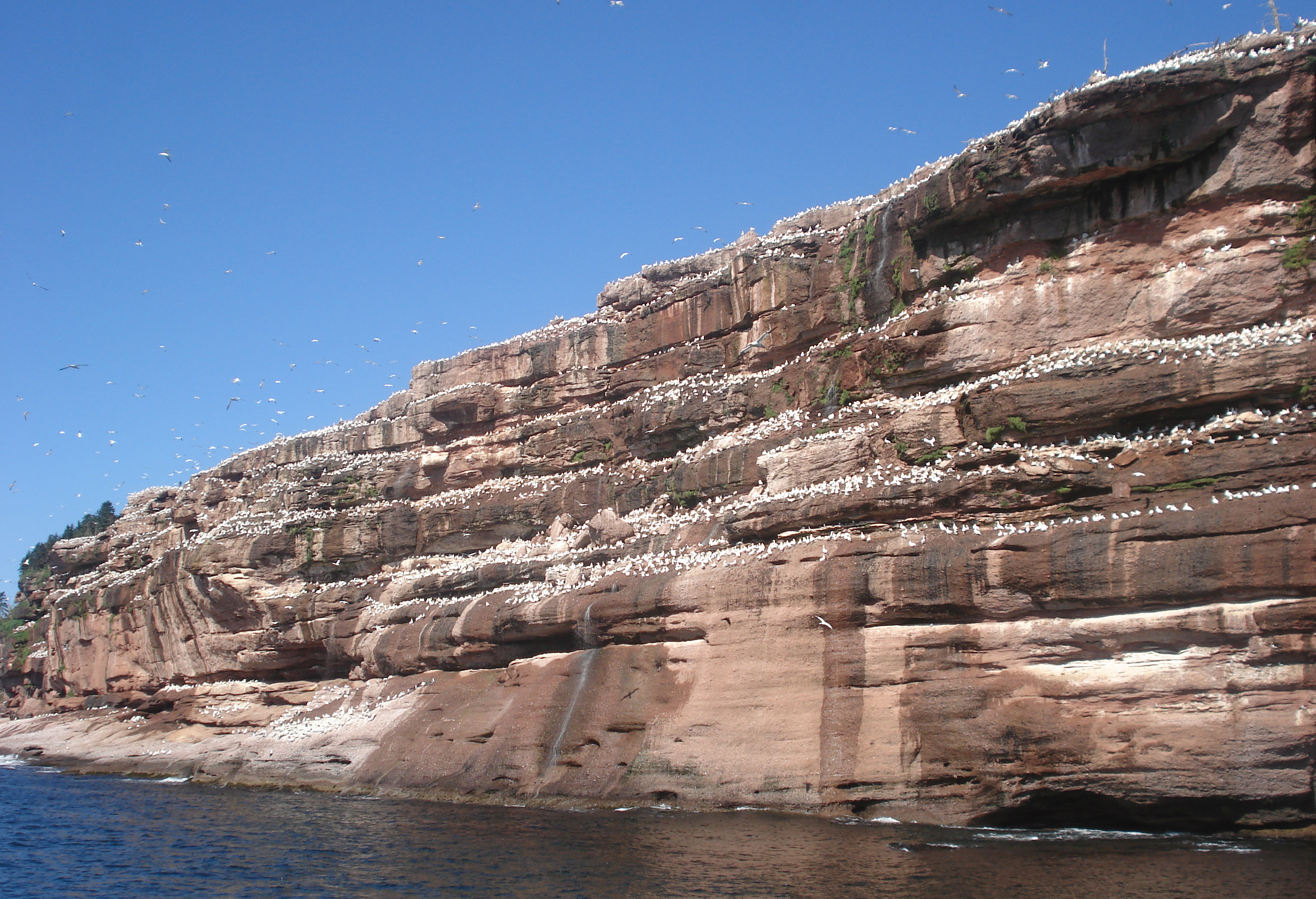
الأطيش الشمالي فوق المنحدرات بجزيرة بونافنتور بمقاطعة الكيبيك.

- هي طيور مؤثرة جدا للمشاهدة، فهي ترتفع في الهواء عاليا قبل أن تغرق كالسهم في البحر بسرعة عالية (حوالي 60 حتي 90 كم / ساعة)وعندما ترى فريسة (روؤيتها ثاقبة بحيث تستطيع رؤسة شعب الأسماك على بعد 40 مترا)وهذا يخلق الصدمة المذهلة لتلك الأسماك ،فتبتلع مجموعة منها وتصعد إلى السطح، وسميت بطيور المجنونة(الأطيش) من قبل الصيادين الذين لاحظوا لأول مرة أنها قوية ورشيقة في الجو ،ومع ذلك فهي في الإقلاع والهبوط خرقاء تماما. تتغذى أساسا على الأسماك الصغيرة مثل سمك الماكريل والكبلين والرنجة وثعبان البحر الرملي والحبار.

### السلوك الاجتماعي
- في موسم التزاوج هي طيور قطيعية، والأطيش تشكل مستعمرات كثيفة في المنحدرات ،و في عرض البحر تشكل مجموعات صغيرة.

### التكاثر

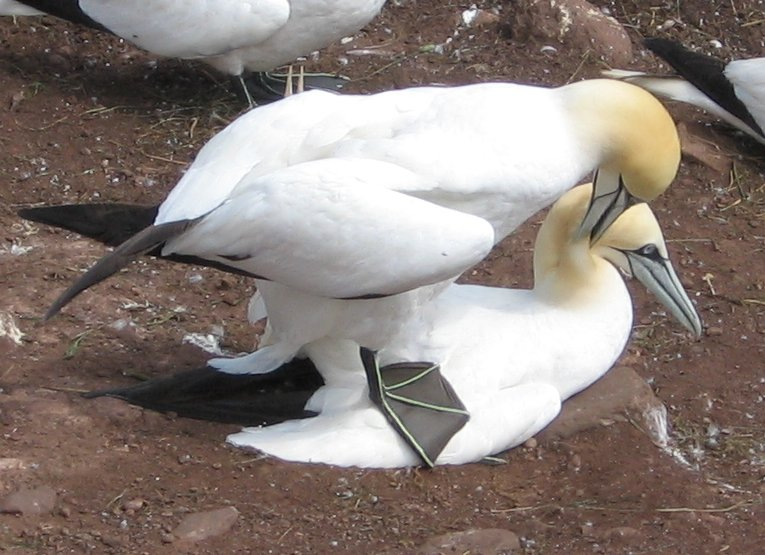
ذكر وأنثى الأطيش الشمالي

- اقتران الأطيش الشمالي في المستعمرات الكثيفة على المنحدرات الصخرية والجزر، من أبريل حتى يوليو. الأزواج تبقى معا لعدة مواسم ،وتنخني خلال التودد فهي تفرك الأنف وامتداد الرقبة والأجنحة. وتضع عشها من الأغصان والأعشاب البحرية ويتحول العش على مر السنين إلى كومة من الريش الحقيقي، وفضلات البراز.تضع الأنثى بيضة واحدة بيضاء زرقاء، كلا الشريكين يتناوبون على العش لمدة 6 أسابيع.رعايته من قبل والديه لمدة 90 يوما، وصغار طيور الأطيش الشمالي يتحول من 70 غراما عند الولادة إلى 4 كيلو.

## التوزيع والموائل
- ويقتصر نطاق تربية من الأطيش إلى شمال المحيط الأطلسي وبحر الشمال، وجدت فقط ستة مستعمرات في أمريكا الشمالية، وكلها تقع في خليج سانت لورنس وشرق جزيرة نيوفاوندلاند. أكبر مستعمرة في القارة الأمريكية وهي أيضا أكبر مستعمرة في العالم مع أكثر من 60.000 من الأزواج، على جزيرة بونافنتور وهناك أيضا مستعمرات في الجزر البريطانية وآيسلندا والنرويج وبريطانيا. وهو يهاجر جنوبا ويتفرق على طول الساحل في خليج المكسيك وغرب البحر الأبيض المتوسط (وهناك حالات قليلة من التعشيش على سواحل الفرنسية). ويقع أكبر مستعمرة فرنسية في بريتاني في أرخبيل من الجزر السبعة، على جزيرة روزيك.
- جزيرة بونافنتور في خليج سانت لورنس في كيبيك لديها أكبر مستعمرة من طيور الأطيش في العالم مع أكثر من 121.000 طائر (2008)، وأنخفض مؤخرا في أرخبيل سانت كيلدا في اسكتلندا الذي وصل عددها 119.000 طائر. من كارثة بيئية ، جزيرة بونافنتور تحتفظ بلقبها طالما طيور الأطيش تنمو بنسبة 3 ٪ سنويا في حين أن سانت كيلدا مستقرة.
  - وكان أرخبيل سانت كيلدا لمدة طويلة موقع الطيور الأطيش الشمالي الأكبر في العالم وهي الصخرة التي كانت موطن لعشرات الألاف من الطيور.

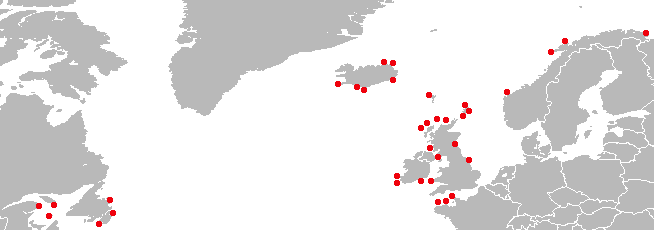
مواقع المستعمرات الأطيش في شمال المحيط الأطلسي

## التهديد والحفاظ عليه
- على رغم من أن الأطيش الشمالي من الطيور البحرية المحمية وهو يعيش استقرارا في أعداده ،إلا أنه هلك في الماضي بسبب فقدان الموائل والصيد وجمع البيض.